# 1413
- Wikisource

| Calendário gregoriano                                                        | 1413 MCDXIII                                         |
| Ab urbe condita                                                              | 2166                                                 |
| Calendário arménio                                                           | 862 – 863                                            |
| Calendário bahá'í                                                            | -431 – -430                                          |
| Calendário budista                                                           | 1957                                                 |
| Calendário chinês                                                            | 4109 – 4110 Início a 31 de janeiro (aproximadamente) |
| Calendário copta                                                             | 1129 – 1130                                          |
| Calendário etíope                                                            | 1405 – 1406                                          |
| Calendários hindus - Vikram Samvat - Calendário nacional indiano - Cáli Iuga | 1468 – 1469 1334 – 1335 4513 – 4514                  |
| Calendário Holoceno                                                          | 11413                                                |
| Calendário islâmico                                                          | 816 – 817                                            |
| Calendário judaico                                                           | 5173 – 5174                                          |
| Calendário persa                                                             | 791 – 792                                            |
| Calendário rúnico                                                            | 1663                                                 |
| Calendário solar tailandês                                                   | 1956                                                 |

1413 (MCDXIII na numeração romana) foi um ano comum do século XV do Calendário Juliano, da Era de Cristo, a sua letra dominical foi A (52 semanas), teve início a um domingo e terminou também a um domingo.

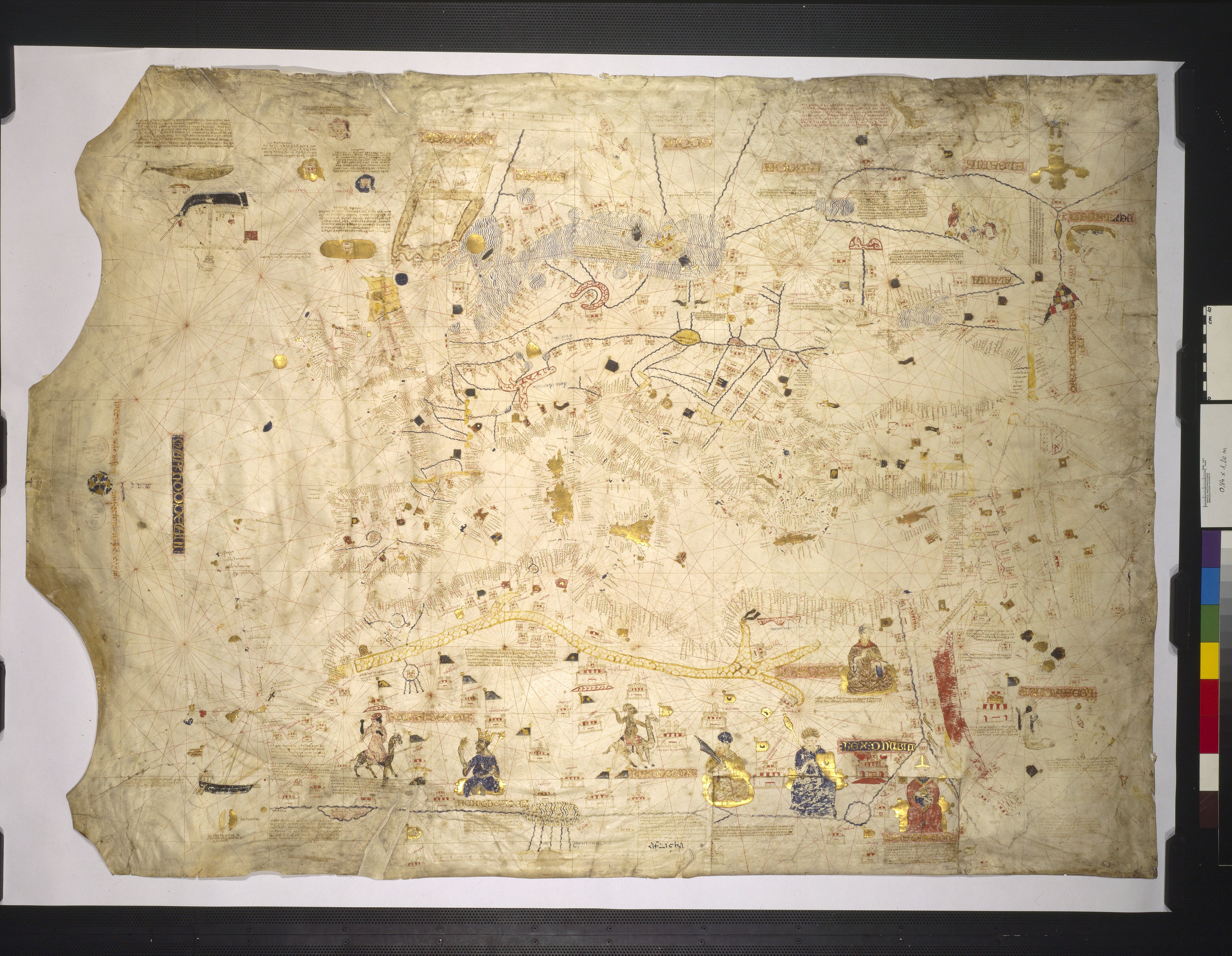
Mapa portulano de Mecia de Viladestes (1413) com a Europa e a zona nordeste do Oceano Atlântico, o Mar Mediterrâneo, o Mar Negro e o Mar Vermelho.

| Ano completo                    |
| ------------------------------- |
| Ano comum com início ao domingo |

## Eventos
- O mapa de Mecia de Viladestes, que se encontra na Bibliothèque Nationale de France, assinala a ilha de Santa Maria, Açores.

## Nascimentos
- 8 de setembro - Santa Catarina de Bolonha (m. 1463).

## Mortes
- 20 de Março - Rei Henrique IV de Inglaterra (n. 1367).